# Liste der Bodendenkmale in Hassel (Altmark)
In der Liste der Bodendenkmale in Hassel (Altmark) sind alle Bodendenkmale der Gemeinde Hassel und ihrer Ortsteile aufgelistet. Grundlage ist die Veröffentlichung der Landesdenkmalliste mit Stand vom 25. Februar 2016. Die Baudenkmale sind in der Liste der Kulturdenkmale in Hassel (Altmark) aufgeführt.
| Denkmal-ID | Fundart             | Ortsteil | Bezeichnung        | Zeitstellung | Lage   | Bemerkungen                                                                      | Bild |
| ---------- | ------------------- | -------- | ------------------ | ------------ | ------ | -------------------------------------------------------------------------------- | ---- |
| 428310029  | Grabmal > Grabhügel | Sanne    | Grabhügel auf Düne | Bronzezeit   | (Lage) | Genaue Größe zumindest im Sommer nicht erkennbar; wohl Grabhügel auf einer Düne. |      |